# Pomeni imen asteroidov: 190001–200000
Pregled pomenov imen asteroidov (malih planetov) od številke 190.001 do 200.000, ki jim je Središče za male planete dodelilo številko in so pozneje dobili tudi uradno ime  v skladu z dogovorjenim načinom imenovanja. Pregled je preverjen z Schmadelovim “Slovarjem imen malih planetov” (“Dictionary of Minor Planet Names”). 
Pregled pojasnjuje izvor oziroma pomen imen asteroidov, ki ga je priznala Mednarodna astronomska zveza (IAU). Nekateri asteroidi imajo imajo dodatno pojasnilo o izvoru imena, ki pa vedno ni popolnoma zanesljivo (oznaka “†” ali “‡“). 
| Ime                                                | Začasna oznaka  | Izvor imena |
| 190.001–191.000                                    | 190.001–191.000 | 190.001–191.000 |
| -------------------------------------------------- | --------------- | --- |
| V tem območju številk še ni imenovanih asteroidov. |                 | |
| 190001–190100                                      |                 | |
| 190101–190200                                      |                 | |
| 190201–190300                                      |                 | |
| 190301–190400                                      |                 | |
| 190401–190500                                      |                 | |
| 190501–190600                                      |                 | |
| 190601–190700                                      |                 | |
| 190701–190800                                      |                 | |
| 190801–190900                                      |                 | |
| 190901–191000                                      |                 | |
| 191.001–192.000                                    |                 | |
| V tem območju številk še ni imenovanih asteroidov. |                 | |
| 191001–191100                                      |                 | |
| 191101–191200                                      |                 | |
| 191201–191300                                      |                 | |
| 191301–191400                                      |                 | |
| 191401–191500                                      |                 | |
| 191501–191600                                      |                 | |
| 191601–191700                                      |                 | |
| 191701–191800                                      |                 | |
| 191801–191900                                      |                 | |
| 191901–192000                                      |                 | |
| 192.001–193.000                                    |                 | |
| 192001–192100                                      |                 | |
| 192101–192200                                      |                 | |
| 192158 Christian                                   | 2006 XF4        | Christian Apitzsch, sin odkritelja † |
| 192201–192300                                      |                 | |
| 192301–192400                                      |                 | |
| 192401–192500                                      |                 | |
| 192501–192600                                      |                 | |
| 192601–192700                                      |                 | |
| 192701–192800                                      |                 | |
| 192801–192900                                      |                 | |
| 192901–193000                                      |                 | |
| 193.001–194.000                                    |                 | |
| V tem območju številk še ni imenovanih asteroidov. |                 | |
| 193001–193100                                      |                 | |
| 193101–193200                                      |                 | |
| 193201–193300                                      |                 | |
| 193301–193400                                      |                 | |
| 193401–193500                                      |                 | |
| 193501–193600                                      |                 | |
| 193601–193700                                      |                 | |
| 193701–193800                                      |                 | |
| 193801–193900                                      |                 | |
| 193901–194000                                      |                 | |
| 194.001–195.000                                    |                 | |
| V tem območju številk še ni imenovanih asteroidov. |                 | |
| 194001–194100                                      |                 | |
| 194101–194200                                      |                 | |
| 194201–194300                                      |                 | |
| 194301–194400                                      |                 | |
| 194401–194500                                      |                 | |
| 194501–194600                                      |                 | |
| 194601–194700                                      |                 | |
| 194701–194800                                      |                 | |
| 194801–194900                                      |                 | |
| 194901–195000                                      |                 | |
| 195.001–196.000                                    |                 | |
| V tem območju številk še ni imenovanih asteroidov. |                 | |
| 195001–195100                                      |                 | |
| 195101–195200                                      |                 | |
| 195201–195300                                      |                 | |
| 195301–195400                                      |                 | |
| 195401–195500                                      |                 | |
| 195501–195600                                      |                 | |
| 195601–195700                                      |                 | |
| 195701–195800                                      |                 | |
| 195801–195900                                      |                 | |
| 195901–196000                                      |                 | |
| 196.001–197.000                                    |                 | |
| 196001–196100                                      |                 | |
| 196000 Izzard                                      | 2002 RY237      | Eddie Izzard (rojen 1962), britanski stand-up komedijant in dramski igralec † |
| 196101–196200                                      |                 | |
| 196201–196300                                      |                 | |
| 196301–196400                                      |                 | |
| 196401–196500                                      |                 | |
| 196501–196600                                      |                 | |
| 196601–196700                                      |                 | |
| 196640 Mulhacén                                    | 2003 SO15       | Mulhacén, najvišja gora na Iberijskem polotoku † |
| 196701–196800                                      |                 | |
| 196801–196900                                      |                 | |
| 196807 Beshore                                     | 2003 SB221      | Ed Beshore, ameriški vodja operacij in vodilni programski inženir v programu iskanja blizuzemeljskih teles v Catalini, Siding Springu in v Mt. Lemmonu †                                                                   |
| 196901–197000                                      |                 | |
| 196938 Delgordon                                   | 2003 UO20       | Del Gordon, ameriški sistemski inženir za zračna vozila brez človeške posadke (Unmanned Aerial Vehicles ) pri firmi Northrop Grumman Corporation in uslužbenec pri Astronomskem klubu Huachuca (Huachuca Astronomy Club) † |
| 197.001–198.000                                    |                 | |
| V tem območju številk še ni imenovanih asteroidov. |                 | |
| 197001–197100                                      |                 | |
| 197101–197200                                      |                 | |
| 197201–197300                                      |                 | |
| 197301–197400                                      |                 | |
| 197401–197500                                      |                 | |
| 197501–197600                                      |                 | |
| 197601–197700                                      |                 | |
| 197701–197800                                      |                 | |
| 197801–197900                                      |                 | |
| 197901–198000                                      |                 | |
| 198.001–199.000                                    |                 | |
| 198001–198100                                      |                 | |
| 198101–198200                                      |                 | |
| 198201–198300                                      |                 | |
| 198301–198400                                      |                 | |
| 198401–198500                                      |                 | |
| 198501–198600                                      |                 | |
| 198592 Antbernal                                   | 2005 AK         | Antonio Bernal, nekdanji kolumbijski direktor Planetarija Medellín (Medellín Planetarium) in ustanovni član Kolumbijske astronomske mreže (Red de Astronomía de Colombia ali RAC) †                                        |
| 198601–198700                                      |                 | |
| 198701–198800                                      |                 | |
| 198801–198900                                      |                 | |
| 198901–199000                                      |                 | |
| 199.001–200.000                                    |                 | |
| V tem območju številk še ni imenovanih asteroidov. |                 | |
| 199001–199100                                      |                 | |
| 199101–199200                                      |                 | |
| 199201–199300                                      |                 | |
| 199301–199400                                      |                 | |
| 199401–199500                                      |                 | |
| 199501–199600                                      |                 | |
| 199601–199700                                      |                 | |
| 199701–199800                                      |                 | |
| 199801–199900                                      |                 | |
| 199901–200000                                      |                 | |

| Predhodnik: 180.001–190.000 | Pomeni imen asteroidov Seznam asteroidov | Naslednik: 200.001–210.000 |